# Даріуш Яблонський (борець)
Даріуш Яблонський (пол. Dariusz Jabłoński; нар. 28 квітня 1973, Холм, Люблінське воєводство) — польський борець греко-римського стилю, чемпіон світу, чемпіон, срібний та дворазовий бронзовий призер чемпіонатів Європи, учасник трьох Олімпійських ігор.

## Біографія
Народився 28 квітня 1973 року в Хелмі в багатодітній родині Люціяна та Луції. У 1997 року закінчив місцевий Автомобільний технікум та у 2000-му — Інститут фізичної культури в Гожуві-Велькопольському (філія Академії фізичного виховання імені Євгеніуша Пясецького в Познані). Боротьбою почав займатися з 1985 року. Був срібним призером чемпіонату світу 1990 року серед юніорів та срібним призером чемпіонату світу 1991 року серед молоді. Виступав за борцівський клуб «Cement Gryf», Холм. Тренери — Кжиштов Грабчук, Анджей Гломб. Шестиразовий чемпіон Польщі (1994, 1996, 1998—2001). До 2003 року міжнародні медалі здобував лише на чемпіонатах Європи: золото (1997), срібло (1999) і бронзу (2001, 2002). Якось він сказав: «Я постійно говорю собі: перестань здобувати медалі на чемпіонаті Європи і почни вигравати чемпіонат світу, але якось не виходить». Змінивши стиль підготовки до сезону (один пік форми), він нарешті став чемпіоном світу в Кретеї під Парижем (5 жовтня 2003). Преса писала: «Фінальний бій 30-річного гравця Cement Gryf Chełm з представником Південної Кореї Де Вонг Імом подарував спостерігачам неабиякі емоції. За 40 секунд до кінця поєдинку поляк програвав 2:5 і, здавалося, золото „пішло геть“. Однак Яблонський не здавався. Він дуже наполегливо атакував, виконавши дві красиві технічні дії, після чого рахунок став 6:5 на його користь. Суперник не зміг відповісти, і публіка аплодувала першому польському чемпіону світу з класики за 9 років стоячи; цей бій фактично вважався найкращим на турнірі».
Боротьба відіграла в його житті надзвичайну роль, вона позбавила його від злиднів і поганого товариства. Так само, як і його брат Пйотр, також вихованець холмського клубу та олімпієць, чия кар'єра, однак, протікає в тіні багаторазового призера Дарека.

## Спортивні результати на міжнародних змаганнях

### Виступи на Олімпіадах
| Змагання                    | Збірна | Вагова категорія                 | Місце |
| --------------------------- | ------ | -------------------------------- | ----- |
| Літні Олімпійські ігри 1996 | Польща | греко-римська боротьба, до 52 кг | 8     |
| Літні Олімпійські ігри 2000 | Польща | греко-римська боротьба, до 54 кг | 19    |
| Літні Олімпійські ігри 2004 | Польща | греко-римська боротьба, до 55 кг | 15    |

### Виступи на Чемпіонатах світу
| Змагання                        | Збірна | Вагова категорія                 | Місце  |
| ------------------------------- | ------ | -------------------------------- | ------ |
| Чемпіонат світу з боротьби 1994 | Польща | греко-римська боротьба, до 52 кг | 13     |
| Чемпіонат світу з боротьби 1995 | Польща | греко-римська боротьба, до 52 кг | 21     |
| Чемпіонат світу з боротьби 1998 | Польща | греко-римська боротьба, до 54 кг | 5      |
| Чемпіонат світу з боротьби 1999 | Польща | греко-римська боротьба, до 54 кг | 25     |
| Чемпіонат світу з боротьби 2001 | Польща | греко-римська боротьба, до 54 кг | 13     |
| Чемпіонат світу з боротьби 2002 | Польща | греко-римська боротьба, до 55 кг | 16     |
| Чемпіонат світу з боротьби 2003 | Польща | греко-римська боротьба, до 55 кг | Золото |
| Чемпіонат світу з боротьби 2005 | Польща | греко-римська боротьба, до 55 кг | 12     |

### Виступи на Чемпіонатах Європи
| Змагання                         | Збірна | Вагова категорія                 | Місце  |
| -------------------------------- | ------ | -------------------------------- | ------ |
| Чемпіонат Європи з боротьби 1994 | Польща | греко-римська боротьба, до 52 кг | 18     |
| Чемпіонат Європи з боротьби 1996 | Польща | греко-римська боротьба, до 52 кг | 5      |
| Чемпіонат Європи з боротьби 1997 | Польща | греко-римська боротьба, до 54 кг | Золото |
| Чемпіонат Європи з боротьби 1999 | Польща | греко-римська боротьба, до 54 кг | Срібло |
| Чемпіонат Європи з боротьби 2001 | Польща | греко-римська боротьба, до 54 кг | Бронза |
| Чемпіонат Європи з боротьби 2002 | Польща | греко-римська боротьба, до 55 кг | Бронза |

### Виступи на Чемпіонатах світу серед студентів
| Змагання                                        | Збірна | Вагова категорія                 | Місце  |
| ----------------------------------------------- | ------ | -------------------------------- | ------ |
| Чемпіонат світу з боротьби серед студентів 2000 | Польща | греко-римська боротьба, до 54 кг | Бронза |

### Виступи на інших змаганнях
| Змагання                                                             | Збірна | Вагова категорія                 | Місце  |
| -------------------------------------------------------------------- | ------ | -------------------------------- | ------ |
| Тестовий турнір FILA 1998                                            | Польща | греко-римська боротьба, до 54 кг | Золото |
| Олімпійський кваліфікаційний турнір з боротьби 2000 (Фаенца)         | Польща | греко-римська боротьба, до 54 кг | 9      |
| Олімпійський кваліфікаційний турнір з боротьби 2000 (Клермон-Ферран) | Польща | греко-римська боротьба, до 54 кг | 9      |
| Олімпійський кваліфікаційний турнір з боротьби 2000 (Колорадо)       | Польща | греко-римська боротьба, до 54 кг | Срібло |
| Гран-прі Німеччини з боротьби 2002                                   | Польща | греко-римська боротьба, до 55 кг | Бронза |
| Гран-прі Німеччини з боротьби 2005                                   | Польща | греко-римська боротьба, до 55 кг | 9      |

### Виступи на змаганнях молодших вікових груп
| Змагання                                       | Збірна | Вагова категорія                 | Місце  |
| ---------------------------------------------- | ------ | -------------------------------- | ------ |
| Чемпіонат Європи з боротьби серед юніорів 1989 | Польща | греко-римська боротьба, до 50 кг | 4      |
| Чемпіонат світу з боротьби серед юніорів 1990  | Польща | греко-римська боротьба, до 50 кг | Срібло |
| Чемпіонат світу з боротьби серед юніорів 1991  | Польща | греко-римська боротьба, до 54 кг | 7      |
| Чемпіонат світу з боротьби серед молоді 1991   | Польща | греко-римська боротьба, до 52 кг | Срібло |